# Luxembourg aux Jeux olympiques d'été de 1996
Le Luxembourg  participe aux Jeux olympiques d'été de 1996 à Atlanta du 19 juillet au 4 août 1996. Il s'agit de sa 19e participation à des Jeux olympiques d'été.

## Athlétisme
Le Luxembourg aligne Véronique Linster (lb) aux épreuves d'athlétisme.

## Escrime
Mariette Schmit (lb) participe à l'escrime pour le Luxembourg.

## Judo
Igor Muller (lb) est présent aux Jeux olympiques.

## Tennis
Le Luxembourg est représenté en tennis par Anne Kremer.

## Tir
Le Luxembourg est représenté dans les compétitions de tir par deux athlètes.